# The Cross of Changes
The Cross of Changes — другий альбом музичного проекту Enigma, випущений у 1993 році.

## Список треків
1. «Second Chapter» — 02:16
2. «The Eyes of Truth» — 07:13
3. «Return to Innocence» — 04:17
4. «I Love You … I'll Kill You» — 08:51
5. «Silent Warrior» — 06:10
6. «The Dream of the Dolphin» — 02:47
7. «Age of Loneliness» — 05:22
8. «Out from the Deep» — 04:53
9. «The Cross of Changes» — 02:23